# 福山市緑町公園屋内競技場
福山市緑町公園屋内競技場（ふくやましみどりまちこうえんおくないきょうぎじょう）は、広島県福山市の福山市緑町公園内にある体育施設である。愛称はローズアリーナ（Rose Arena）。
施設は福山市が所有し、公益財団法人福山市スポーツ協会が指定管理者として運営管理を行っている。

## 概要
夏季（6月 - 9月）は水深調整装置を備えた屋内プール、冬季（10月 - 5月）には床パネルを敷きアリーナ体育館となる。屋外飛込プールを付設。
愛称は福山市の市の花であるバラを由来とするもので、市内にはそのほかに、松浜町に「リーデンローズ（ふくやま芸術文化ホール）」が、御幸町には「ビッグ・ローズ（広島県立ふくやま産業交流館）」がある。
1995年（平成7年）開場。その年の第71回日本選手権水泳競技大会の競泳会場として使用されたのが杮落としであった。また、1996年（平成8年）ひろしま国体夏季大会の水泳主会場だった。
現在では水泳以外にはプレミアリーグなどのバレーボール、WJBLなどのバスケットボール、コンサートの会場として利用されている。

## 命名権
2020年4月1日より福山市に本社を置く福山通運がネーミングライツを取得。愛称を「福山通運ローズアリーナ」とした。契約は2025年3月までの5年間で、契約料は年間1,000万円

## 管理施設
- ローズアリーナ
  - 収容人員：スタンド固定席：2,540席、特別席：15席、車椅子席：6席、アリーナ椅子席：2,300席
  - プール（夏季）
    - 日本水泳連盟公認50mプール、9コース	　  	　  	　
    - 50.02m×23.50m×水深0m - 2.1m（水深調整装置）　

  - 体育館（冬季）
    - 70m×40m
    - 天井高：15m - 19m
- 屋外飛込プール
  - 日本水泳連盟公認	　	　 	　 	　 	　
  - 22m×20m×水深5m
  - 飛込台：5m、7.5m、10m
  - 飛び板：1m、3m

## 所在地
- 広島県福山市緑町2-2

## 交通
JR福山駅から
- 中国バス（1番乗り場）

「田中橋・緑町・福山医療センター（経由） 多治米車庫前」行
「三菱循環（行先表示は福山駅から三菱前間は『商工中金前（経由） 三菱前』、三菱前からは『田中橋（経由） 福山駅』と表示）
［緑町］下車（前者と後者で停留所の位置が異なるほか、後者は平日朝1本のみで三菱電機福山製作所の休日は運休）
「福山医療センター（経由） 卸町」行・「福山医療センター・川口（経由） 多治米車庫前」行 
［東沖野上］下車
- 中国バス（3番乗り場）

「ばら公園（経由） 曙町」行 
［花園町］および［緑町公園前］下車
- トモテツバス（3番乗り場）

「東回り市内循環」「西回り市内循環」
［農協会館前］下車